# 魔神英雄傳系列登場魔神列表
本列表為日本動畫《魔神英雄傳》系列作品中的登場魔神。

## 魔神英雄傳

### 「丸」字系魔神
名稱包含「丸」字的魔神，泛指主角方角色。(至於香港慣常將「丸」改稱為「號」，是由於「魔1」及「魔2」當中，無線電視刻意改稱，例如龍神丸稱為龍神號、邪虎丸稱為邪虎號。後來無線再播映「超魔」時，雖然改為根據原名稱為「龍神丸」，不過由於前兩作知名度更高，一般香港觀眾仍會選擇舊稱「號」代替「丸」。)

#### 龍神丸、天空龍神丸、龍王丸
- 龍神丸（港﹕龍神號，中國大陸﹕神龍鬥士，中國版本不論龍神丸、龍王丸及龍星丸，一律以此名統稱，台灣舊譯﹕龍王號）

戰部渡操控的魔神，是龍神根據被渡掛上勾玉的黏土機械人，使之變成魔神外殼而成。因為守护创界山的神部七龙神之一「金龙」 寄宿其中，当小渡高举勇者之剑呼唤龙神丸时便会变化为巨大魔神。與其他魔神不同，能明确说出人类的语言，并具有自我意识行动。性格 温柔但有时也十分严格，对出发旅行的小渡来说既是可靠的伙伴，也是父亲 一般的存在。此外也有搞笑的一面，会对敌人说创界山方言，或用猜拳来决定胜负。 当小渡高举剑，呼唤龙神丸的名字时便会从空中召唤前来。 虽然也能单独战斗但无法发挥出全力，在小渡从龙神丸额头的龙导口搭 乘后，两人心意相通才会转移至战斗型态。 在刚开始旅行时只会用肉搏跟登龙剑来战斗，但随着小渡的成长而逐渐 学会新的招式。 登龙剑的必杀一击，能够一击打倒多恶达军团的魔神，有着压倒性的力 量。 旅行途中，在第四界层遭遇了残家兄弟驾驶的合体达，并跟他们战斗而 力尽身亡。但在第五界层的女妖森林藉复活圣水而复活，并提升力量能变身 为龙王丸。 之后在小渡打倒多恶达，让创界山恢复和平要返回人间界时，向小渡告 别并告诉他已经成长为独当一面的男子汉，两人的心灵总是在一起。
龍神丸操作方法，是透過渡站在名為「虹龍黃金像」的龍型神像頭上，透過握緊龍角傳遞力量，互相合作共同控制。擅長猜拳和精通創界山各地的語言。第四界層中受重傷，龍神化成龍玉，後來與被擊落的空神丸結合靈魂，進化成龍王丸(台譯龍鳳號)，可以變形成鳥型在空中飛行，也增加了「鳳雷波」等鳥型專用的必殺技。
龍神丸的結構，是以神部七龍神「金龍」(龍神丸本體)為中心，以七龍神當中的四個頭蓋骨(青龍、金龍、土龍、水龍)、五顆寶玉(虹龍玉、激龍玉、守護龍玉、土龍玉、水龍玉)、加上各龍神的筋骨及纖維組織組合而成。龍神丸的核心稱為「虹龍球」，當龍神丸戰至力盡時，便會變回此型態。龍神丸本身沒有飛行能力，在故事中段，要倚靠空神丸以雙爪抓住才可在空中作戰，稱為「天空龍神丸」。
內部結構
頭部
- 龍導口（ドラゴン・エントランス）

位於龍神丸額頭、渡進入龍神丸的出入口，使用與渡身上所戴勾玉同樣的素材製作，因此在傳送時能夠互相呼應。
- 頭守骨（ヘッド・カバー）

由神部七龍神最長壽的「青龍」的頭蓋骨製成，保護著頭部各重要部位，包括掌管智慧的虹龍球、以及將能量傳送到魔神機體各處的龍知管。
- 逆鱗頭（インペリアル・ラス・ヘッド）

位處激龍喉嚨下第三塊倒轉生的鱗片，能透過龍知管，刺激激龍球，從而將潛藏力量發揮出來，但相對會減弱智力的效果。
身體
- 龍頭胴（ドラゴン・ボディ）

保護作為龍神丸生命來源的虹龍球以及龍知管的身體，由黄金龍的頭蓋骨製造而成、有著比人骨強2000倍的硬度。
- 虹龍球（こうりゅうきゅう）

金龍(龍神丸本體)棲身的球體，戰部渡便是在球中控制龍神丸。虹龍球同時亦是掌管龍神丸身上五玉的中樞機能，重要性等同龍神丸的內藏。虹龍球當中有著寄宿著虹龍之魂的「虹龍黃金像」，圍繞在旁邊的名為「回龍球」是掌管魔神進行回轉的平衡器。
- 虹龍黃金像

藏於虹龍球內部的黃金龍巨像，龍神丸操作位置，一對龍角既是操縱桿，也有扶手桿作用。渡進入龍神丸本體後、進入虹龍球並寓虹龍黃金像下降。當渡兩手緊握龍角，龍神丸獲得渡力量後，才會轉變成戰鬥模式(龍神丸、新星龍神丸、龍星丸、魔神龍神丸，戰鬥模式為伸出兩肩龍爪以及浮現肩上龍紋)
除了回龍球，虹龍球身上亦佈置了多種零件﹕
- 真空

保持真空狀態的零件。
- 泡輪

吸收衝擊力的物料。
- 四球道

龍神丸的能量管，負責將激龍球的力量、守護龍球的防禦力、水龍球的活力以及土龍球的能量運行到虹龍球。
- 球管

佈滿虹龍球上的微絲血管。
- 龍髮帶（りゅうぜんたい）

龍神丸肩膀內藏、猶如金龍觸鬚一樣，有著只要透過空氣流動，便可察覺敵人存在的靈敏觸覺。
- 磁力孔（マグネット・フォース）

龍神丸背上神秘的孔洞，當戰部渡作戰經驗值提升時，便會以磁力將相應能量吸收，令龍神丸可以使出更強招式。(實際上是預留與空神丸合體成「天空龍神丸」的插槽…)
- 炎龍拳発射口

位處腹部、在戰部渡達到第二級時首次使用、也是炎龍拳的發射口。
- 飛龍拳発射口

位處兩肩、以虹龍力量將光之箭射出的發射口，光芒會隨著龍鱗改變而有所不同，在等級3開始可以使用。
手腕
- 激龍球（げきりゅうきゅう）

位處龍神丸右肩、棲息著激龍的光球，掌管各類攻擊，戰部渡憤怒時，龍神丸的肩上便會浮現出龍紋(即是龍神丸右肩的龍紋)，便會激發起神部七龍神中、性格最粗野的激龍與其呼應，並會按照渡的憤怒程度╴相應地提升力量。
- 守護龍球（しゅごりゅうきゅう）

位處龍神丸左肩、棲息著守護龍的光球，掌管防禦，受到激龍球呼應時，龍神丸的肩上便會浮現出龍紋(即是龍神丸左肩的龍紋)，以阻止因憤怒而有暴走危險的激龍失控，避免力量不受控制時會傷害虹龍球。
○龍雷拳
龍神丸兩肩的龍紋，集合雷電力量發出光波的招式，需要激龍球與守護龍球同時發揮力量，在等級4時可以使用。
- 龍爪（ドラゴン・クロー）

渡進入龍神丸體內後，在兩肩龍紋浮現同時，肩甲收起的龍爪亦會伸出。等級一時，渡便以龍爪使出龍牙拳，與敵人對戰。《超魔神英雄傳》龍爪變成單純移動用的抓釣。
- 龍腕鱗（ドランゴン・アーム・スケルズ）

能夠分別吸收激龍球、守護龍球力量，並加以結合運用的手腕，臂上鱗片有如鋼鐵一樣堅硬。
- 龍迅拳（りゅうじんけん）

能夠輕易將30毫米鐵板輕易破壞的神秘拳頭，特別是連接激龍球的右手，握力及揮拳威力比左腕更強。
腳
- 土龍球（どりゅうきゅう）

龍神丸的左腳、棲息著神部七龍神當中、掌管大地的土龍棲息，為龍神丸提供步行的力量，與激龍一樣，有著衝動易怒的個性，可視之為與激龍相同的一類。
- 水龍球（すいりゅうきゅう）

龍神丸的右腳、棲息著神部七龍神當中、掌管水流的水龍棲息，令龍神丸即使在水中，動作依然圓滑順暢，與守護龍球一樣，有著剩衡土龍球的作用。
- 龍脚鱗（ドラゴン・レッグ・スケルズ）

使用比龍腕鱗更堅硬的鱗片製成，能夠將土龍球、水龍球的力量迅速傳達。由於水龍球特別容易令鱗片氧化，因此右腳上亦塗上防鏽塗料。
- 龍頭膝（ドラゴン・ラップ）

以土龍、水龍的頭蓋骨製成的膝蓋，保護龍腳鱗與龍尾足的關節免受破損，有著相當強靭的耐力及防衝擊力。
- 圓滑骨（サスペンション）

龍神丸的小腿骨架，以水龍的體液設計而成的水壓式液壓懸掛系統，以壓縮空氣令關節之間始終保持真空狀態，從而減低機身震蕩對虹龍球的影響。
- 龍尾足（りゅうびそく）

以土龍與水龍的鼻骨製成的腳趾，主要補助圓滑骨減少震動。
全高3.75m、重量7.95t
装備：
- 登龍劍

名刀匠「夢幻翁」打造、奇跡般的名刀，可以輕易將岩石一刀兩斷。
- 龍爪

必殺技：登龍劍(以熾熱的登龍劍，將對手一刀兩斷的最後絕技)、龍迅拳、龍牙拳(兩肩龍爪飛出，作回力刀一樣的投擲攻擊)、炎龍拳(由腹中虹龍球射出的火焰球)、飛龍拳(由胸口兩側、合共四枚發射口射出鐵鏈)、龍雷拳(兩肩龍紋射出的雷電)
- 天空龍神丸

名義上是空神丸與龍神丸的合體型態，實際上更類似一種戰法，以前者腳爪抓住龍神丸兩肩，進行飛行連攜作戰(模型版則以空神丸兩肩長鎗，插入龍神丸肩背)。由於龍神丸本身並無飛行能力，一度需要借助天空龍神丸型態作戰，直到空神丸被擊毀後，靈魂與龍神丸結合，成為「龍王丸」，鳳凰型態才取代天空龍神丸成為空戰主力。(後來空王丸亦有用類似方式，連攜同樣無法飛行的戰王丸連攜作戰，然而該型態並無特別名稱。)
- 龍王丸（港﹕龍王號 台﹕龍鳳號）

由復活的龍神號和空神號的靈魂，融合而成的型態，需要戰部渡在戰鬥時高呼合體，令龍與鳳的魂結合才可產生(類似日後「超魔神英雄傳」的超力變身，需要發動才會出現的短暫型態。)。
小渡爱着所有生物的心灵，与绝不向邪恶屈服的勇气，给予了藉复活圣水 复活的龙神丸另一条生命。当小渡的爱与勇气，也就是正义之力全开的时候， 便能变身为龙王丸。 变身为龙王丸后，在龙王丸内的小渡身上穿的铠甲也会变成跟龙王丸相同 的白色铠甲。 由于寄宿了空神丸的灵魂而获得了飞行能力，在小渡喊出「变形，凤王」 后便会变形为能飞行的「凤凰丸」(鳳凰丸只在小說版提及名稱)。。而变形为凤王后只要小渡喊出「变形，龙王」就 能再次变形为龙王丸。 除了提升了过去龙神丸的招式力量，更新装备了龙王盾，大幅提升防御。 而新的凤龙剑威力超越了龙神丸的登龙剑。
全高﹕3.97米
重量﹕8.42噸
武器(人型)﹕鳳龍劍、鞘楯(龍王型態的盾牌、鳳凰型態時會擺在背上，可收納鳳龍劍)
武器(烏型)﹕鳳雷炮、鳳牙彈
必殺技(人型)：鳳龍冰河劍、鳳龍劍龍雷拳、龍牙拳、飛龍拳、炎龍拳
必殺(鳥型)﹕鳳雷波

#### 戰神丸、戰王丸
- 戦神丸（港﹕戰神號 台﹕先進號）

劍部武一郎專用魔神，第2話出場，以格鬥戰為主的武士型魔神，核心寄宿著歷代劍部一族長老的靈魂。能夠使用雙刀。與龍神號不同，戰神號需要武一郎電召才會出動(電話號碼為「1000．10．0」)，令他經常為了找電話亭而奔波，有時甚至因為無硬幣、感冒聲沙(第12話，雖然戰神丸在三部作中從未開聲說話，只有武一郎曾經聽過。)、或者電話亭被炸毀而不能成事。
由於缺乏飛行能力及火力，極不擅長對空作戰，相對而言非常精於應付白刃戰、以及地上混戰，甚至試過單人匹馬將追兵全滅(第20話)，最在水晶洞窟的战斗中，被东·哥罗彻底打败。 之后幻神丸跟战神丸耗尽力量的身躯在白龙的力量下，化为了球体。
全高﹕3.51米
重量﹕8.10噸
- 武器﹕

劍部刀
彷照宮本村(ミヤモト村)傳承名刀打造的武士刀
刀部刀
名刀匠「夢幻翁」為戰神丸鍛造的武士刀
隼之刺又
一如名稱可以刺中飛鳥的長槍，主要用於對空迎擊。
必殺技：劍部交叉字斬/野牛十字斬/野牛武一郎流X之字斩、蜻蜓返
- 戰王丸（港﹕戰王號 台﹕超級先進號）

跟东·哥罗战斗，耗尽力量的战神丸复活后的样貌。 战神丸虽然在白龙的力量下化为球体，但接受了武一郎的勇气而复活， 并提升了力量。電話號碼改為「10．0000」，既有極強防禦力，更有著與空神丸並駕齊驅的速度、以及增强过去战神丸时期的各种武器、擁有戰神丸十二倍戰鬥力。
全高:3.68米
重量:8.68噸
武器：劍部豪刀、刀部斬夢刀、三槍
必殺：野牛武一郎流火炎X之字斩

#### 空神丸、空王丸
- 空神丸（港﹕空神號 台﹕神鳥號）

第3話出場、渡部加瑪專用鳥型魔神，實際上是由螺旋山的山頂上居住的「鳳」化身而成(「凰」則化身成空王丸)。最初是作為第六界山用的偵察用魔神，後來由東哥羅將軍授予加瑪使用。有著創界山數一數二的飛行速度，相對拙於水戰。
可以與龍神號合體成「天空龍神號」，在第五界層時被破壞，靈魂與龍神丸結合，成為「龍王丸」（ 台﹕龍鳳號）
。
全高﹕3.00米
重量﹕7.83噸
武器﹕
鷹波銃
龍爪(兩翼側的手爪)
模彷龍神丸兩肩龍爪製作，但威力相比更弱。
鷹爪(兩腳的烏爪)
殺傷嘴
- 空王丸（港﹕空王號 台﹕神鳥號）

螺旋山的山頂「凰」的化身，加玛代替空神丸所搭乘的新魔神。为了与多恶达等人战斗所制造新魔神，除了平時的飛鳥外型之外，更可變成針對接近戰的人型。與其他的魔神不同空王丸不是空神丸的力量提昇，而是另外全新的魔神。和空神丸有夫婦關係上的設定。 
「魔神山編」中，一度裝備皇帝龍裝甲成為「鋼衣空王丸」。「魔2」時原本乘坐火箭前往星界山，結果在中途受火箭爆炸波及被毀。
全高﹕3.78米
重量﹕8.32噸
武器：超鷹波銃、天國的嘴、獨角獸劍

#### 幻神丸、幻王丸
- 幻神丸（港﹕幻神號 台﹕忍者號）

在戰部渡等人遇到危機時，突然現身解救的神秘魔神，實際上是由忍部勇者駕駛的忍者型魔神。由幻龍齋與火美子，以各自擁有的星型碎片，二合為一後召喚而成。最初只由幻龍齋一人駕駛，暗中支援戰部渡等人，在與他們合流後，才再加上火美子一同操作。《七魂的龍神丸》中改為火美子一人操作，前座則放置的猴子型態幻龍齋玩偶。最後與戰神丸一樣，與東哥羅交戰時力盡而敗。
全高﹕3.00米
重量﹕7.91噸
武器：幻武手裏劍、雷小刀、水夫刀
特技：幻夢鬼神劍、風車手裏劍、幻龍刀、鳳凰之術
- 幻王丸（港﹕幻王號 台﹕超級忍者號）

跟东·哥罗战斗，耗尽力量的幻神丸复活后的样貌。 幻神丸虽然在白龙的力量下化为球体，但接受了幻龙斋为伙伴着想的心意 而复活，并提升了力量。 除了增强过去幻神丸时期的武器，更在左手上新装备了幻武星流手里剑， 还能将背上的两片翅膀合体，化为必杀技幻武光牙手里剑。
「魔神山編」中，一度裝備皇帝龍裝甲成為「鋼衣幻王丸」。「魔2」時與空王丸一起以火箭升至星界山時爆炸被銷毀。「七魂」時重新修復，但變回原來的幻神丸。
全高﹕3.51米
重量﹕8.28噸
武器：忍耐通翼、幻氣翼、幻武光牙手裏劍、幻武星流手裏劍、雷牙刀
必殺：忍部流電光手裏劍、幻王KING(キック)

### 第一界層
- 戰鬥猩猩(Battle Gorilla/ バトルゴリラ)

機帥﹕舒華辛力加(シュワル・ビネガー)
龍神丸甦醒後第一部決戰的魔神。
- 地獄直昇機(Hell Coptor ヘルコプター)

- 蓋佩倫坦克(ゲッペルン)

武裝﹕蓋佩倫機砲
- 保衛戰士/西根多根(Second Gun/セカンドガン)

機師﹕古路治．湯姆(クルージング・トム)
第一界层头目古路治·汤姆搭乘的喷射机型魔神。 过去曾用每秒发射300发子弹的浓雾·火神炮与自由飞行在空中的 喷射发射器让龙神丸陷入苦战。
武裝﹕浓雾・火神炮(ミスト・バルカン)

### 第二界層
- 骷髏蝙蝠(Skele Bat / スケルバット)

機師﹕死神(デス・ゴッド)
第二界层头目死·神搭乘的死神型魔神。平常以死神型披風遮蓋身體，具有骨型飞弹「软骨」跟骨型长杖「骨杖」等武器，并能用骨杖使出必杀技「死·神流星剑」，是每秒能突刺100次以上的超音速之剑。身体与下半部能够分离，而身体更是由形状记忆合骨所制，就算被打散也能再生。但这再生能力也不完全，被龙神丸抓到未完全再生的脚部损坏的空隙，用登龙剑击败。
武裝﹕骨棒・刺击(ボーン・ステック)
必殺﹕死·神流星剑

### 第三界層
- 王者海克力士(King Heracross / キングヘラクロス)

機師﹕所也·所也(ソイヤ・ソイヤ)
第三界层头目所也·所也搭乘的海克力士型魔神。全機以純金覆蓋，速度與力量足以與龍神丸匹敵。 跟所也·所也不同，外观相当俊美，脸部表情也像人类一般会变化。 能用剑盾一体的盾·剑与双肩伸出的利爪来玩弄敌人，并用高热火焰的 性感·热吻·火焰来攻击。 输入了龙神丸的所有资料，曾将龙神丸的炎龙拳打回去。
武裝﹕延伸．爪(エクステンド・クロー)
技﹕性感・热吻・火焰(セクシー・キッス・ファイヤー)

### 第四界層
- 量產型蓋佩倫坦克(Mass Production Goeppeln / 量產型ゲッペルン)

在第一界层战斗的盖佩轮，其改良量产型。 除了盖佩轮原本搭载的大量武器，更将脚部改造为能在雪上行走的履带。
武裝﹕蓋佩倫機砲
- 量產型地獄直昇機(Mass Production Hell Coptor / 量產型ヘルコプター)

在第一界层战斗的地狱直升机，其改良量产型。 第五界层的黑德罗在征服向日葵村后，剥削居民大量制造机体。 跟搭载了大量武器的地狱直升机相同，让失去龙神丸的小渡陷入绝境， 但在战神丸跟空神丸的联手行动下，所有机体都被破坏。
武裝﹕修里肯机炮
- 基鋼(Gigan / ギーガン)

機師﹕多多路·高士蒙(ドクトル・コスモ)
第四界层的头目多多路·高士蒙驾驶的头目魔神。 全身都是锋利的刀刃，除了手部的灵魂刀刃与位于头部后方，能吸收敌人 力量的毒蝎头外，还有能将刀锋当作飞弹发射的镰刀。 能将口部与双腕转到前面变形为攻击型态，而特殊合金制造的利牙威力比 狮子更强上5000倍。 此外，驾驶舱内有多多路·高士蒙爱用的脸盆，用来装热水让身体温暖。
武裝﹕魔蝎头(スコーピオンヘッド)

### 第五界層
- 空柏斯(Conboss / コンボス)

機師﹕邪恶黑烟(アック・スモッグル)
武裝﹕飞弹・发射器(爆裂ミサイル)
- 基鋼II(Gigan II/ ギーガンII)

### 第六界層
- 超級空柏斯(Super Conboss / スーパーコンボス)

守護魔界門的魔神「空柏斯」強化型。
- 地獄獅虎(Hell Liger / ヘルライガー)

機師﹕巴巴提．獅獅．爹布(ビビデ・シシ・カバブー)
比比提．獅獅．爹布的獅虎型魔神，與一般魔神不同，是以魔法操縱。特徵是有部份鬃毛為紅色。
武裝﹕鬃毛攻击
- 地獄獅虎II(Hell Liger II/ ヘルライガー II)

機師﹕比比提·巴巴·爹布 + 阿拉·比安
第六界层头目比比提·巴巴·爹布与她的儿子阿拉·比安搭乘的魔法魔神。 是过去被龙神丸打倒的地狱狮虎强化型，能够接下龙神丸使出的炎龙拳。 除了跟地狱狮虎一样能用大王回力镖、并能自由自在操纵鬃毛的活用力量的 战斗方式，更加上巴巴·爹布用「千光腕轮」强化魔力，让龙王丸陷入苦战。
武裝﹕鬃毛攻击

### 第七界層
- 邪虎丸

虎王駕駛的可變形魔神，擁有變成虎型的機能，多恶达的儿子──虎王驾驶的老虎型魔神。 原本给了第六界层的比比提一家，但由于无法驾驭，最后東哥羅為了監視虎王，便將邪虎丸交予他，虽然被虎王当作前往下界玩耍的交通工具使用，但它藏着不输给龙王丸 甚至比龙王丸更为强大战斗力的宿敵機體。除了有超越空神丸的速度，更能使出匹敌 龙王丸的凤龙剑威力的邪虎剑，在各方面都是最强的魔神。能随虎王的「变形·猛虎」呼喊声变形为猛虎型态，并用超高速度玩弄对手，并用邪虎飞弹等方式攻击。
在虎王跟小渡反目后，成为小渡强大的劲敌并跟龙王丸展开激烈战斗。但由于东·哥罗遭到多恶达的毒手，使得虎王反叛并跟暗黑龙对峙，創界山最終決戰時，虎王為救戰部渡，駕駛邪虎丸撞向暗黑龍的弱點，第六根角，最後被黑暗龍咬碎大破，但在战斗时造成的伤痕为小渡带来了胜利。 
本機與空神丸在設計上屬於姊弟魔神，包括兩者都有可變形後退翼，雖然作為機械魔神，卻與戰神丸、空神丸一樣，擁有自我意識。
本機既是五部主角方魔神當中，唯一未有以「X神丸」、「X王丸」稱呼的成員，也是唯一貫穿整個作品中，沒有進化型態的魔神。
在OVA「魔神山篇」中，獲得皇帝龍裝甲成為「鋼衣邪虎丸」，「魔神英雄傳2」中，黑暗武一郎利用邪虎丸的碎片，使本機再次復活。至於原本被咬碎的邪虎丸，為何會在魔神山篇再次復活，後來在魔神2中又要借助黑暗力量復活，作品中未有交代原因。
全高﹕3･15米
重量﹕8.23噸
武裝：老虎之劍(タイガーソード)、老虎盾牌(タイガーシールド)、盾齒(シールドソー，老虎盾牌邊緣的針剌)、邪虎肩甲(ジャグショルダー)、老虎火神砲(タイガーバルカン，收藏在虎頭口腔中，張口時發射)、大地鋼爪(レントクロー，虎型時的虎爪，前爪在人型時收藏在手臂內，後爪即是人型的腳掌，人型虎型兩者共通，因此無收納必要。)
必殺技： 邪虎光束攻击(額頭角飾集能後發射光束)、老虎之劍．火焰(タイガーソード・ストーム)、老虎光束攻擊(タイガービームアタック，老虎火神砲的增幅炮擊。)
- 合體達

機師﹕殘兄弟(殘酷、殘惡鳥、殘豹)
多恶达四天王的残家兄弟搭乘的合体魔神。由残·酷搭乘的魔神身体、残·恶鸟的魔神右脚、残·豹的魔神左脚三架 所组成，机体大小跟力量都与其他魔神有着明显差异。力量在多恶达军团中也是最高等级，连龙神丸的各种招式与必杀登龙剑也没有效果。在冷冷神殿虽然将龙神丸逼入绝境，但在接下了龙神丸所有力量的火焰登龙剑后败北。输给龙神丸后持续进行修理，并在第七界层的最后决战中再次返回战场。其压倒性的力量依然健在，并压制了复活的战王丸跟幻神丸，但在加玛驾驶空王丸赶来救援后反被他们的连续攻击压制，最后在战王丸的火焰X字斩下落败。
武裝﹕Ｗ-9长枪
必殺﹕阿基里斯光束
- 東哥羅

機師﹕東哥羅
多恶达四天王之一，东·哥罗搭乘的雷神型魔神。有着其他魔神数倍大小的巨大身躯，更能用巨大身躯与首领剑以及伸缩自如的如意棍棒，以强敌身份挡在小渡一行人面前。在水晶洞窟内打倒战神丸跟幻神丸，让两架魔神再也无法战斗。之后在魔神殿的战斗，虽然拼尽全力与龙王丸战斗，却在途中被多恶达放弃，遭到攻击而破坏。
武裝﹕如意棍棒
必殺﹕东哥罗光束

## 新魔神英雄傳/魔神英雄傳2
魔神英雄傳2，特色是不論模型還是動畫，都會出現機體級數及能力值畫面(丸系魔神及角系魔神在動畫中沒有畫面，只在模型盒背上有說明。)，因此下述部份數值並不齊全。

### 「丸」字系魔神

#### 新星龍神丸、新星龍神丸(宇宙界型)、龍星丸
- 新星龍神丸(港﹕龍神號，無線電視版本一律剔除「新星」二字，沿用「魔1」舊稱。台灣中視播出時也同香港延用「魔1」名稱， 台:龍王號)

龍神丸吸收星界山力量以及戰部渡的勇氣進化而成的形態，龍神號進化成新星龍神丸，並繼承龍王丸飛行能力，因此擁有飛行武裝「新星翼」，可使用新必殺「天空幻龍波」。
級數﹕1
經驗值﹕1
裝備：星龍劍、新星翼
絕招：天空幻龍波、龍雷拳、龍牙拳、炎龍拳、飛龍拳、星龍劍
必殺﹕星龍劍
- 新星龍神丸 宇宙界型(港﹕宇宙龍神號， 台:銀河龍王號)

吸收宇宙界能量(星力)的新型態，特別武裝是巨大龍牙拳，可變成盾牌及推進器。最後戰部渡為令宇宙界回復原狀，便釋放龍神丸擁有的宇宙界力量，令新星龍神丸再次回復原狀。
級數﹕4
武器﹕星龍劍、銀河龍牙拳(除了作為兩肩的可動式推進器、亦可分離攻擊、裝備兩腕成為盾牌)
絕招：銀河嵐龍劍、銀河炎龍拳、銀河龍彈拳、鋃河飛龍拳、銀河龍牙拳(龍雷拳與龍牙拳合而為一，所以沒有銀河龍雷拳。)
- 龍星丸(港:龍星號 台:有星龍號/龍星號兩種譯名)

新星龍神丸在沉睡後，以光龍劍力量再次甦醒的黃金色魔神，可以變形為代表星天界的姿態「飛龍」，使出新必殺「飛龍光擊拳」。
在與惡魔首領作最終決戰時，龍星丸將力量解放，由魔神變成黃金龍。
Level 6 經驗值777
P、S、IQ值250
裝備：光龍劍、飛雷迅(龍牙拳與兩肩融為一體後的武裝)
絕招：超炎龍拳、超龍雷拳、超飛龍拳、超嵐龍拳、超天空幻龍波、天龍波、飛龍光擊拳
- 龍星丸(黃金龍)

龍星丸釋放力量後，由魔神蛻變成巨大黃金龍。力量足以與惡魔首領多惡達騎乘的暗黑龍匹敵。
- 龍星丸(人類型態)

龍星丸在戰部渡考驗中以人類姿態出現，劇中沒有說明。

#### 新星邪虎丸
- 新星邪虎丸(港台﹕邪虎號)

武一郎將號稱創界山最強魔神、在創界山與惡魔首領交戰時遭大破的邪虎丸碎片施咒，令其得以復活。感應到號召的翔龍子，立即趕來。在阻止失控的邪虎丸時，獲得星界山力量，更進化成「新星邪虎丸」。
新星邪虎丸除了顏色從以往黃黑(虎紋)為主調，進化為白色(白虎)外，變形前後亦沿用同一個虎頭，而非同時有人形及虎形面部。駕駛方式除了人形進入魔神體內控制，虎形時會改為在虎背上操控。
級數﹕8
P:520 S:260 IQ:120
武器﹕老虎之劍、老虎惡魔飛彈
必殺﹕「老虎一擊」
新星邪虎丸是主角中唯一沒商品化的魔神。(唯一商品化角色為SD作品阿達英雄傳的版本。)

#### 夏鬼丸、FA夏鬼丸、真夏鬼丸
- 夏鬼丸(港﹕夏鬼號 台﹕邪鬼號)

星界山守護魔神，原本是海火子之父伊撒尼比(イサリビ)的魔神，由於伊撒尼比進入魔界，調查多雲達復活秘密，便改由王子海火子駕駛。只要集齊七層星界山的首領魔神碎片，便可進化成真正型態。
Level 1 經驗值15
武器﹕
- 海流槍怒(かいりゅうそうど)

夏鬼丸專用雙叉槍，有著足以斬斷海流的鋒利程度。
- 擊輪

刻有鬼神紋章、謎一樣的輪型投擲武器。擊輪上六個寶石嵌入位，用來收集星界山七部頭領魔神碎片「六玉」，也是暗黑龍復活的關鍵。
- 爪牙拳

位於腹部，可以施放火炎球「鬼豪拳」，其威力更甚於炎龍拳。
必殺技﹕雷擊波、鬼豪拳
- 全裝甲夏鬼丸(F.A.夏鬼丸)

只在模型版本登場、夏鬼丸吸收七星界首領碎片後的強化型態。七件裝備名稱及擁有魔神為﹕
神防盾 ：サソリアンナイト
　:斗雷盾：キングコマンダー
　:霊炎角：シュテンカク
　:南風羽：多魯魔龍(ドルドラゴン)
　:星裂剣：グレートカミオン
　:七裝面：ブラックサタン
- 真．夏鬼丸

吸取六星界首領魔神碎片，再進化的夏鬼丸。
Level 8
P:290 S:300 IQ:310
武器﹕星裂劍、擊輪
必殺技：鬼虹拳

#### 新星戰神丸、新星空神丸
- 新星戰神丸(港﹕戰神號 台:先進號)

準備升上星界山的戰王丸，不幸被空王丸的火箭爆炸波及，只剩下武一郎能夠抵達第一星界，後來戰神丸再次復活，成為新星戰神丸。雖然繼承戰王丸力量，威力有所加強，武一神仍然要靠電話召魔神，才可參戰。
在武一郎被洗腦，成為魔界成員後，由於武一郎改乘邪戰角（拿大哥大召喚），曾有一段時間沒有出場。最後當武一郎再次清醒時，戰神丸亦受感動落淚，隨後兩人再次並肩作戰，與龍星丸等人一同對決黑龍角。
級數﹕1
﹕經驗值:1
﹕武器﹕劍部新刀、刀部星刀、蟹叉
必殺﹕野牛武一郎流X之字斬
必殺技﹕野牛X之字斬
- 新星空神丸(港﹕空神號 台:神鳥號)

原本作為龍王丸一部份的空神丸，本來已經再次分開。但由於空王丸以火箭前往星界山中途火箭爆炸已毀，後來借助星界山力量，使到空神丸再一次復活，更以新星空神丸姿態出現，並多次協助戰部渡等人。但後來在第六星界阻止暗黑龍復活一戰中，為了幫助海火子脫險，受了黑龍角的重擊，再一次爆炸被毁。
Level2 經驗值11
武器﹕S.W.鎗、B.B.鎗、D.K鋼爪

#### 天王丸、忍神丸、炎神丸
- 天王丸(港台﹕天王號)

宇宙界王子古里古里王子專用魔神，考慮到以保護皇儲安全優先，設計上相當重視防禦力，以至需要兩名魔神鍛冶手合作才可製成。是當年原創魔神投稿比賽得獎作品。
Level 4 經驗值100
武器﹕天王劍、天葉盾
- 忍神丸(港台﹕忍神號)

鬼輪判宙太搭乘的紫色忍者型魔神，與機械犬飛雄丸一同作戰，令人聯想起幻神丸的魔神。
級數﹕3
經驗值﹕33
P﹕100
S﹕100
IQ:100
武器﹕忍神拔刀、小豆唐栗箱
- 飛雄丸(ホッシー)(日﹕龍田直樹)

（台：阿波仔/波吉）
宙太的拍檔、屬於半魔神的忍者犬，正式名稱是「飛雄丸」，平常會戴上太陽眼鏡，在最後一集出場時，為了發出關鍵投球，令眼鏡碎裂，眼鏡下的熱血眼神終於曝光。
必殺﹕內裹具手裹劍投法(以背包進行攻擊)
- 炎神丸(港台﹕炎神號)

為了考驗戰部渡等人是否具備身為勇者的資格，而進行監視的遙控式魔神。
可以遙距操作的魔神，是當年原創魔神投稿比賽得獎作品，最初被設定為於第五星界協調戰部渡一行的魔神。
Level 7 經驗值10590
武器﹕星天劍、火焰長刀、四碎流亂射

### 多雲達/多惡達(港譯:惡魔首領)陣營

#### 宇宙界
- 星維達(スターベイダー/Star Vader)

統治遠離星界山地帶「宇宙界」、多雲達手下「馬里達里馬」(マルダルマ)操縱的魔神。
原型來自「機動戰士高達」主角機高達，名字分別由星球大戰(Star War)及黑武士維達大師(Vader)組成。
武器﹕光束鎗、火箭炮
- (アストロジェッター/Astro Jetter)

原型來自「機動戰士高達」名機渣古，名字分別由小飛俠(Astro Boy)以及經典科幻作品宇宙少年(Super Jetter)。

#### 第四星界
- 多魯魔龍(ドルドラゴン)

與龍神丸一直對抗的多雲達軍，基於「以龍對付龍」的設想而開發、後來成為第四星界首領多魯．摩亞爾(ドン・モアイ)操縱的龍型魔神。擁有自我修復能力，即使不斷受到攻擊亦可重新復原。
連攜魔神名為寵物龍(プチドラゴン)，平時收納腹部的機械小龍，射出後可單獨作戰，伴隨高速移動，發射光束炮。
模型版中，多魯魔龍擁有FA夏鬼丸耳飾「南風羽」。
武器﹕口部飛彈、龍刀(ドラゴンソード)X2

#### 「角」字系魔神
- 黑龍角

（台譯：中視：大機械獸/衛視：黑龍角號）
魔界三兄弟操縱的角魔神二號機，專為吸收擁有強大黑暗力量的「黑魔球」而製成，由人、蠍及鷹合體而成，因此體型相當巨大。在黑魔球魔力下，更有自我癒合的能力。
級數﹕7
武器﹕斬影刀、飛彈
必殺技﹕魔幻之術
- 怒龍魔（ドルマ）

人形魔神、黑龍角的上半身、力量屬於星界山第一。
- 戯角魔（ギガドーマ）

蠍子形魔神、黑龍角的下半身，擁有相當於兩部魔神的頑強耐力。
- 罵黒魔（バクローマ）

鳥型魔神。黒龍角的背翼。單體飛行力為星界山第一。
- 邪戰角 （台:邪戰角號）

武一郎在第五星界被本應以渡為目標的黑暗箭射中，因而轉化為魔界中人後，由多雲達所贈予的角魔神三號機。原定是製作成暗黑龍星丸的魔神，因為操縱者變更為武一郎，設計亦相應改變。雖然武一郎成為了魔界中人，但依然維持了用電話召喚魔神的集慣，更配備了手提電話可以隨時與邪戰角聯絡。配合成為魔界中人的武一郎後，威力驚人，同時把夏鬼丸及新星邪虎丸逼至絕境。後來被龍星丸擊毁。
級別﹕8
P:630 S:160 IQ:110
必殺：魔界野牛十字斬

## 超魔神英雄傳

### 「丸」字系魔神
無線電視版一律取消前兩作將「丸」改為「號」的傳統，直接稱為「丸」，但保留剔除名稱前「魔神」二字。

#### 魔神龍神丸、超力變身、超魔神龍神丸
- 魔神龍神丸

與前作同樣為戰部渡所用魔神，但相對「魔1」「魔2」，招式大幅削弱，例如兩肩龍紋使出的「龍雷拳」被取消、胸側「飛龍拳」，與兩肩「龍牙拳」二合為一(「魔1」的飛龍拳是飛出鐵鏈攻擊)，只作為自保用安全索使用。「炎龍拳」僅在「鳳凰龍神丸」時才可使用。
武器﹕
- 登龍劍

龍神丸配備的長劍，使出一刀兩斷必殺「登龍劍」。不過「登龍劍」未有如前作一樣，會伴隨龍神丸改變型態及必殺名稱(例如龍王丸的「鳳龍劍」、新星龍神丸的「星龍劍」、龍星丸的「光龍劍」)，僅按照型態不同，在「登龍劍」前加上所屬聖神名稱，例如「鳳凰登龍劍」、「劍王登龍劍」等等。
- 龍牙拳

位處兩肩，與前作的飛刀投擲攻擊不同，本作變成繫著飛索的巨大鉤爪，僅用作懸索使用，沒有戰鬥功能。
- 光龍拳

位處腹中
- 超力變身

龍神丸結合創界山七大守護神力量，進行的強化變身，類似龍王丸一樣，需要透過召喚結合才可進行，而且屬於短暫性合體。

#### 戰神丸
- 戰神丸

武一郎專用魔神。原本不懂飛行，後來在聖神炎之鳳凰幫助下，甩出兩根羽毛，變成戰神丸兩肩的螺旋槳，從而擁有飛行能力。而電召方式，亦改為手提電話。

#### 魔神邪虎丸
- 魔神邪虎丸

虎王被冰雪女王控制後，所駕駛的魔神，與前作同樣可變成虎型。

#### 鳥神丸
- 鳥神丸

小麻雀專用魔神，以空戰為主，更可變成鳥型，提升速度。有如前作空神丸一樣的存在。

## 魔神英雄傳 七魂的龍神丸

### 「丸」字系魔神

#### 龍神丸
- 龍神丸

戰部渡的搭檔，在對戰敵人多巴茲達（ドバズダー）時犧牲自己的情況下，導致承載的黏土身體崩裂，並且靈魂分裂成6枚龍神勾玉（藍、紅、綠、橘、紫、白）散落在無想界山。而小渡等人的現在目標就是集齊龍神丸散落的碎片。然而在眾人集齊6枚碎片後在無想界山的龍神池所召喚出的卻是黑化的龍神丸。
- 龍蒼丸

龍神丸碎片之一的藍色勾玉寄宿的蒼龍之力所化身的龍魔神，外觀近似龍神丸，但擁有飛行能力。
在上下城市中因感應到小渡為了救出被敵人攻擊的虎王還有火美子以及讓城市從壞人的手中解放的那份心意而從歪壞弄倒的救世主雕像手上所握的玉的龍紋中甦醒。
「蒼龍」出自「魔神英雄傳1」中第一界層的青龍．紅龍兄弟石像。
武裝：蒼龍劍
招式：蒼穹龍牙拳
必殺技：必殺・蒼龍劍
- 龍戰丸

龍神丸碎片之一的紅色勾玉寄宿的紅龍之力所化身的龍魔神，外觀近似戰神丸，同樣使用二刀流。
在塚原道場中因感應到劍乃介為了保護被敵人擊傷的武一郎的那份決心而從劍乃介左臀部上的龍紋中甦醒。
「紅龍」出自「魔神英雄傳1」中第一界層的青龍．紅龍兄弟石像。
武裝：紅龍劍壹式、紅龍劍貳式
招式：未知
必殺技：必殺・紅龍劍
- 幻龍丸

龍神丸碎片之一的綠色勾玉寄宿的綠龍之力所化身的龍魔神，外觀近似幻神丸。
動畫版僅最終戰登場，本僅限在漫畫版與小說版登場，後於動畫特別篇登場。
「綠龍」出自「魔神英雄傳1」中第五界層中一條龍形的村莊。綠龍亦經常負責運送主角來往神部界與現生界。
武裝：碧龍劍、幻龍大手裏劍、幻雷刀
招式：幻龍大手裏劍・大旋風
必殺技：必殺・碧龍劍
- 龍激丸

龍神丸碎片之一的橙色勾玉寄宿的激龍之力所化身的龍魔神，外觀近似空神丸及新星龍神丸。
動畫版僅最終戰登場，本僅限在漫畫版與小說版登場，後於動畫特別篇登場。
「激龍」出自「魔神英雄傳1」中第四界層的火龍神。激龍曾受到金環魔力影響變成一條冰龍。
武裝：炎龍劍x2、龍激砲
招式：未知
必殺技：必殺・炎龍劍
- 聖龍丸

龍神丸碎片之一的紫色勾玉寄宿的紫龍之力所化身的龍魔神，外觀近似龍星丸，可變成「聖龍飛翔形態」。
在鐵皮魔城中因感應到小渡與眾人合作對抗幽靈魔神的那份羈絆而從隱藏在競技場的龍紋中甦醒。
「紫龍」出自「魔神英雄傳1」中唯一的女性龍神紫龍。紫龍曾受到魔力影響變成「麻婆」。
武裝：聖龍劍
飛行型態﹕聖龍飛翔形態
招式：未知
必殺技：必殺・聖龍劍
- 龍虎丸

龍神丸碎片之一的白色勾玉寄宿的白龍之力所化身的龍魔神，外觀近似邪虎丸，可變成「龍虎形態」。
在龍宮樂園中因感應到小渡與虎王兩人互為對方著想的那份友誼而從龍紋中甦醒。
「白龍」出自「魔神英雄傳1」中第七界層的龍神，使龍王丸、邪虎丸和解、同時授予龍王之盾的龍神。
武裝：虎龍劍、龍虎盾
虎型變形﹕虎形態
招式：老虎超龍波（與白虎丸的合體技）
必殺技：必殺・虎龍劍
- 煌龍丸

外觀近似龍王丸，可變成「煌龍飛翔形態」。由於是金龍之力所化身的龍魔神，因此是龍神丸結合了其他六大龍魔神的力量後直接進化的形態後的最強樣貌。
武裝：七龍劍
飛行變形﹕煌龍飛翔形態
招式：未知
必殺技：必殺・七龍劍
- 龍神丸 -黑闇-

黑化的龍神丸，是在無想界山龍神池中的龍神丸因觀看著小渡一路艱難地戰勝各種對手後，對自己無法保護小渡的事深感懊悔，因此遭到多巴茲達的黑暗之力侵蝕控制的樣貌，在小渡集合夥伴的信念與6枚龍神勾玉所化身的魔神，並以七魂之劍打破黑暗之力的控制後，恢復成原本的龍神丸。

#### 白虎丸
- 白虎丸

虎王在邪虎丸被虛閃角破壞後所換乘的新搭檔（但不知為何動畫最終話登場卻是邪虎丸），是對應神部七龍神之一白龍的白虎之力所誕生的新魔神。與邪虎丸同樣能變身虎型態。

## 真・魔神英雄傳 魔神山編

### 鋼衣魔神
- 皇帝龍

魔神山山頂、龍之嶺上封印的傳說之龍，可分解成黃金鋼衣成為魔神鎧甲。
- 鋼衣

皇帝龍分解而成的裝甲零件，有著足以將作為魔神動力來源的「魔引鬥力」威力提升數倍的效果。五名裝備者的合體絕技為「皇龍雷激波」。
- 鋼衣龍王丸

裝備﹕皇帝鳳龍劍(鳳龍劍裝上皇帝龍其中一枚背上的剌釘)、皇帝龍雷拳(兩肩裝上皇帝龍前爪)、天斬爪(兩腕裝備一分為二的其中一節龍尾)、天聞冠(皇帝龍身軀的一部份，裝備在龍王丸頭上)、轟天甲、天驅甲(裝備在腳掌上、同樣是龍尾的其中一節分開而成)
- 鋼衣邪虎丸

裝備﹕皇帝虎劍(老虎之劍裝上皇帝龍其中一枚背上的剌釘)、龍頭鎧(皇帝龍的頭部，裝備在邪虎丸雙翼及背後)、粉碎甲(兩腕裝備一分為二的其中一節龍尾)、重戰甲(邪虎丸大腿外側的鎧甲，皇帝龍身體的一部份)、地裂爪(裝備在腳掌上，是皇帝龍前肢的肩甲)
- 鋼衣戰王丸

裝備﹕閃光角(戰王丸的新角飾、也是皇帝龍的龍角)、龍尾針、光輪鎧(皇帝龍頸部的上半截、分解後分別裝在戰王丸的肩甲以及後腦)、光爪甲(皇帝龍的腿部、戰王丸的護腕)、爆走甲(皇帝龍大腿的上肢、裝備在戰王丸腳掌上)
- 鋼衣空王丸

裝備﹕神力重波銃(皇帝龍背上全部剌釘中，位處首尾最短的兩枚，在空王丸兩肩的鎗口上再加長)、風聞甲(皇帝龍的尾巴末端、空王丸的額飾)、風來角(皇帝龍的臀甲、裝備在空王丸耳側)、旋空甲(兩腿裝備一分為二的其中一節龍尾)、風斬爪(既是空王丸的腳掌裝甲，同時為皇帝龍的後腳腳掌。)
- 鋼衣幻王丸

裝備﹕皇帝雷牙刀(裝上皇帝龍其中一枚背上的剌釘)、雷鳴冠(皇帝龍與幻王丸的頭飾)、皇龍充氣翼(為皇帝龍的雙翼，與空王丸合體昤，與魔氣鎧結合為同一裝甲)、魔氣鎧(龍頸的下半截，分解後成為幻王丸的肩甲)、亂擊甲(皇帝龍的前肢，一分為二後成為手甲)、雲蹴甲(兩腳腳掌裝備一分為二的其中一節龍尾)
- 雷王丸

魔神山建造中途的魔神，擁有將雷電轉化為魔引鬥力的變換裝置。
雷王丸是由投稿得獎作品製作而成的魔神，可以與海王丸合體。
武器﹕爆雷劍、鳳凰盾(フェニックスシールド)、雷王肩(フェニックスサンダー)、雷電破碎機(雷クラッシャー，由爆雷劍與鳳凰盾合體而成的武器)

## 魔神英雄傳外傳 魔界突入物語
- 龍王丸

- 天王丸

- 海王丸

阿京(キッド)所乘搭、身處水簾山中、在神部界掌管「水」的守護神，可變形成鯊魚型態，有著超越大部份魔神的水戰能力，堪稱海之王者的魔神，相對而言，亦有著在陸上接觸到乾燥空氣，戰鬥力便會大幅下降的弱點。
武器﹕海斬刀

## 魔神改造大集合
與魔神系列內容無關的作品，以一班魔神模型愛好者為主角，類似SD高達系列的「模型狂四郎」
- 騎神丸

只出現在單行本「魔神改造大集合」中的角色，動畫版本未登場。可與新星龍神丸合體。

## 魔神創造傳

### 「丸」字系魔神

#### 龍神丸
（CV：杉田智和）（ （台灣配音） ／ （香港配音） ／（大陸配音） ）
- 龍神丸

星部渡的魔神搭檔。
為小渡藉由能創造一切的方塊創造出的機器人，並在龍神之魂寄宿後所誕生的魔神。
只要小渡需要它的力量之時，就能召喚出來。
體內的亞空間能將龍神與小渡的心意相通並發揮出其力量。
必殺技為「登龍劍」。

#### 風神丸
- 風神丸

御富良院的魔神搭檔。
為小渡看到御富良院無懼敵人的魔神持劍對抗而深受感動後，將與瑪蘿一起惡搞出來的魔神小劍以方塊重新創造所誕生的魔神。
一開始因御富良院沒有溝通好召喚方式的關係，所以無法正常召喚，直到第5話得知由御富良院以屁股寫出風神丸的正確平假名拼字來召喚，但在第6話又換成打旗語的方式來召喚，第9話又換成發射紙飛機來召喚，第11話又換成吹螺的方式召喚。
能用雙肩上的兩把刀捲起強風進行戰鬥。
必殺技為「烈風劍」。

#### 麒麟丸
- 麒麟丸

天部驅的魔神搭檔。
為小驅將過去看到爺爺展現的麒麟雕像時深受感動的記憶以方塊創造所誕生的魔神。
因小驅替小渡擋下天翔重號合力波的關係，而遭到損毀。
與小渡一樣，只要小驅呼喊就能召喚。
其腳力產生的速度能將敵人玩弄於股掌之上，亦能自在地操控背上的圓環武器「輝輪」進行戰鬥。
必殺技為「雷圓斬」。

#### 天翔丸
- 天翔丸

翔的魔神搭檔。
經由翔甩出手上的溜溜球進行召喚。
藉由扇動背後的「天翔翼」於天空中飛舞。
必殺技為與重號丸合體攻擊的「天翔重號合力波」。

#### 重號丸
- 重號丸

麥格（須佐之男）的魔神搭檔。
經由麥格將手掌擊地召喚。
藉由背後的重號砲施放出強力的能量。
必殺技為與天翔丸合體攻擊的「天翔重號合力波」。

#### 龍王丸
- 龍王丸

星部渡的魔神搭檔。
為小渡向七彩方塊許願後，龍神丸力量提昇的強化型態。
必殺技為從兩肩的「龍王頭」施放手裏劍般光之牙的「龍牙拳」、將兩肩的「龍王頭」裝置在手臂上施放出火焰的「炎龍拳」、施放出光輝的青龍能量將敵人斬滅的「星龍劍」。

#### 風神丸改
- 風神丸改

御富良院的魔神搭檔。
為御富良院想要支持身為救世主的小渡跟小驅的熱烈內心影響下，風神丸力量提昇的強化型態。
必殺技為將鈿女丸創造出來的「颶風刃」迴旋轉動並投擲向對手的「風迅波」、將颶風刃組合成一把大劍並在周圍卷起超大龍卷的「雙嵐散」、自風神丸那更加力量提昇的「烈風劍」。

#### 皇龍丸
- 皇龍丸

天部驅的新魔神搭檔。
為小驅使用損毀的麒麟丸身上的方塊，重新創造出的龍魔神。
在龍神丸承認小驅也是拯救宙部界的救世主並灌輸其力量後正式誕生。
必殺技為錫杖型武器「皇龍杖」上的「皇輪」飛射攻擊的「雷圓連舞」、皇輪如鏡子般反射並全方位攻擊敵人的「鏡閃吼」、將從皇龍杖施放出水之能量以圓盤狀方式投射出斬滅敵人的「皇輪斬」。

#### 天翔丸極
- 天翔丸極

翔的魔神搭檔。
為天翔丸力量提昇的強化型態。
為了保護小驅而跟著翔一起被炎上達摧毀。
必殺技為與天翔丸極合體攻擊的「天翔重號合力波」。

#### 重號丸極
- 重號丸極

麥格（須佐之男）的魔神搭檔。
為重號丸力量提昇的強化型態。
必殺技為與重號丸極合體攻擊的「天翔重號合力波」。

#### 雷神丸
- 雷神丸

御羅院的魔神搭檔。
與風神丸呈現對立的姿態。
其駕駛艙內的桑拿爐所產生出的熱量能使力量提昇。
必殺技為釋放出強力熱波的「熱波Olé」、從「雷鳴劍」放出雷球投向敵人的「雷迅波」、「真雷迅波」。

#### 炎上丸
（CV：速水獎）（ （台灣配音） ／ （香港配音） ／（大陸配音） ）
- 炎上丸

炎上達的魔神搭檔。
炎上達自御羅院手上奪取並吞噬雷神丸後所誕生的魔神。
能釋放帶有強烈的炎上氣息，產生出塊狀般炎上能量的「炎上彈」，燃燒著宙部界。
必殺技為周圍出現複數火球射向敵人的「熊熊烈火」。

#### 大炎上丸
- 大炎上丸

炎上達的魔神搭檔。
為炎上達為了成為炎上宇宙創世神的新樣貌，炎上丸力量提昇的強化型態。
必殺技為將炎之能量集中一點釋放的「大炎獄」、以將一切燃燒殆盡的烈炎大劍將敵人葬送的「炎上暗劍」。

#### 神龍王丸
- 神龍王丸

星部渡和天部驅的魔神搭檔。
為小渡和小驅向七彩方塊許願後，由龍王丸與皇龍丸兩架龍魔神進行融合，所創造出來的究極魔神。
將兩人的救世主之力發揮到極限，即使在魔神的狀態下也能使用方塊進行創造。
必殺技為將背上的「神環光輪」化為巨大圓環投向敵人的「神龍光輪波」、藉由神環光輪所創造出來的風之大劍將敵人消滅的「神創龍劍」。

### 反派陣營
- 請訂閱頻道老鼠

爺頻道駕駛的魔神。
- 試著做坦克

完蛋師傅駕駛的魔神。
- 爆料郎

增行暴露宇駕駛的魔神。
- 超吃驚

整人王駕駛的魔神。
- 肉肉

厚目肉駕駛的魔神。
- 長官1000

紅紅駕駛的魔神。
- 10鋸人

沙拜・巴魯駕駛的魔神。
- U-0

占部靈子駕駛的魔神。
- 精華武士

奇里和努奇兄弟駕駛的魔神。
- HOLA800

Mr.騙徒駕駛的魔神。
- 有趣熊魂

紅企鵝講師駕駛的魔神。
- 魔鬼肌肉KN

肌肉微笑健兒駕駛的魔神。